# Saint-Nexans
 Saint-Nexans  (en occitano Sent Naissent) es una población y comuna francesa, situada en la región de Aquitania, departamento de Dordoña, en el distrito de Bergerac y cantón de Bergerac-2.

## Demografía
| 454 | 475 | 538 | 664 | 772 | 802 |
| Para los censos de 1962 a 1999 la población legal corresponde a la población sin duplicidades (Fuente: INSEE [Consultar]) |     |     |     |     |     |